# Michael Mason
Michael Mason es un futbolista estadounidense que jugó toda su carrera en equipos de Alemania.

## Trayectoria
| Período   | Club                       |
| --------- | -------------------------- |
| 1992-1994 | KSV Baunatal/Hessen Kassel |

| Período   | Club               | Partidos (goles) |
| --------- | ------------------ | ---------------- |
| 1996-1997 | Hamburger SV       | 11 (2)           |
| 1997-1999 | FC St. Pauli       | 49 (6)           |
| 1999-2000 | FC Gütersloh       | ? (?)            |
| 2000      | FC Carl Zeiss Jena | 16 (7)           |
| 2000-2002 | VfR Aalen          | 23 (1)           |
| 2002-2005 | SV Elversberg      | 79 (16)          |
| 2005-2007 | KSV Hessen Kassel  | 8 (0)            |

| Período | Selección      | Partidos (goles) |
| ------- | -------------- | ---------------- |
| 1997    | Estados Unidos | 5 (0)            |

- Datos: Q1928551